# William Allen White Cabins
| National Register of Historic Places | National Register of Historic Places          |
| ------------------------------------ | --------------------------------------------- |
| Città più vicina                     | Estes Park, Colorado                          |
| Coordinate                           | 40°21′22″N 105°34′55″W                        |
| Costruzione                          | 1912                                          |
| MPS                                  | Parco nazionale delle Montagne Rocciose (MRA) |
| Riferimento NRHP n.                  | 73001944                                      |
| Aggiunto all'NRHP                    | 25 ottobre 1973                               |

Le William Allen White Cabins sono essenzialmente associate all'editore di giornali William Allen White, che adottò quello che sarebbe diventato il Rocky Mountain National Park come sua residenza estiva dal 1912 fino alla sua morte nel 1944.

## Storia
White aveva visitato Estes Park, in Colorado, mentre era al college, e in precedenza aveva trascorso l'estate a Colorado Springs. Nel 1912 White e sua moglie Sallie acquistarono una capanna del 1887 vicino a Estes Park. I White lo ampliarono l'anno successivo e costruirono un gabinetto, uno studio e due cabine per gli ospiti.
Tra i visitatori del White Place figuravano Clarence Darrow, William Jennings Bryan, la vincitrice del premio Nobel per la pace Jane Addams e il candidato alla presidenza degli Stati Uniti e presidente della Corte Suprema, Charles Evans Hughes. Dopo la morte di William White nel 1944, il complesso rimase di proprietà della famiglia fino al 1972, quando la proprietà fu acquistata dal National Park Service. La proprietà fu la prima nomina al National Register of Historic Places dal Rocky Mountain National Park. La casa fu riabilitata nel 1976 ad uso di artista in residenza.

## Galleria d'immagini

Galleria degli chalet
Chalet principale. Interno, vista a sinistra dalla porta d'ingresso
Chalet principale. Interni, vista a destra dalla porta d'ingresso.
Chalet principale. Vista da nord-ovest
Chalet principale. Vista da sud-est.
Chalet da letto di William Allen White e latrina. Vista da nord-est.
Chalet da lavoro (studio). Vista est.